# مارغريت وين لوليس
مارغريت وين لوليس (بالإنجليزية: Margaret Wynne Lawless)‏ (14 يوليو 1847، أدريان في الولايات المتحدة - 18 يناير 1926، توليدو في الولايات المتحدة)؛ كاتِبة، مُدرسة وشاعرة أمريكية.